# Gladys Lehman
Gladys Lehman (nascuda Gladys Collins) (Gates, Oregon, 24 de gener 1892 - Los Angeles, 7 d'abril de 1993) va ser una prolífica guionista estatunidenca que va tenir una llarga carrera a Hollywood.

## Biografia
Lehman va néixer a Gates, Oregon filla de James Collins i Lois Gates. Era la més gran dels quatre fills de la parella i va assistir a l'escola secundària Wardner-Kellogg a Idaho.
Com a estudiant universitària, es va iniciar en la fraternitat Gamma Phi Beta de la Universitat d'Idaho. Més tard va assistir a la Universitat de Califòrnia. Es va casar amb Benjamin Lehman, autor i professor d'anglès a la Universitat de Califòrnia a Berkeley, el 1915. La parella va tenir dos fills (un que va morir quan era un nen), però es van divorciar als anys vint.
Gladys es va traslladar a Hollywood al voltant de 1925 i ràpidament va fer una carrera per ella mateixa, començant com a lectora a Universal Pictures. Amb contracte a Universal des de 1926 fins a 1932, va seguir amb treball autònom fins a principis dels anys cinquanta. També va ser un dels membres fundadors del Motion Picture Relief Fund.
Com a guionista, va compartir una nominació a l'Oscar amb Richard Connell al millor guió original per Two Girls and a Sailor el 1944.
Lehman va morir a Los Angeles, el 1993, amb més de cent anys.

## Filmografia parcial
- The Ice Flood (1926) (escenari del guió)
- Out All Night (1927) (història)
- On Your Toes (1927)
- The Shield of Honor (1928) (adaptació / guió)
- Red Hot Speed (1929) (guió / història)
- Clear the Decks (1929) (escriptora)
- His Lucky Day (1929) (guió / història)
- The Fall of Eve (1929) (adaptació)
- Broadway Scandals (1929) (escenari del guió)
- Mexicali Rose (guió / història)
- Embarrassing Moments (1930)
- Personality (1930)
- The Little Accident (1930) (guió)
- A Lady Surrenders (1930) (adaptació i escenari del guió)
- The Cat Creeps (1930)
- La voluntad del muerto (1930) (adaptació i escenari del guió)
- Seed (1931)
- Nice Women (1931)
- Strictly Dishonorable (1931) (guió)
- A Father Without Knowing It (1932) (guió)
- Back Street (1932)
- They Just Had to Get Married (1933) (guió)
- Hold Me Tight (1933) (escriptora)
- White Woman (1933) (guió)
- Death Takes a Holiday (1934) (guió)
- Double Door (1934)
- Little Miss Marker (1934) (guió)
- Enter Madame (1935)
- The County Chairman (1935) (guió)
- George White's 1935 Scandals (1935) (contribuint al tractament - sense acreditar)
- It's a Small World (1935)
- In Old Kentucky (1935)
- Song and Dance Man (1936) (escriptora col·laboradora - sense acreditar)
- A Message to Garcia (1936)
- Captain January (1936) (guió)
- Poor Little Rich Girl (1936) (guió)
- Reunion (1936)
- Slave Ship (1937) (guió)
- Midnight Madonna (1937)
- She Married an Artist (1937) (guió)
- There's Always a Woman (1938) (guió)
- The Lady Objects (1938) (guió)
- There's That Woman Again (1939) (obra)
- Good Girls Go to Paris (1939) (escriptora)
- Blondie Brings Up Baby (1939) (guió)
- Hired Wife (1940) (guió)
- Nice Girl? (1941) (guió)
- Her First Beau (1941) (guió)
- Rio Rita (1942) (guió)
- Presenting Lily Mars (1943) (guió)
- Two Girls and a Sailor (1944) (guió original)
- Thrill of a Romance (1945) (guió original)
- Her Highness and the Bellboy (1945)
- This Time for Keeps (1947) (guió)
- Luxury Liner (1948) (guió)
- Sorrowful Jones (1949) (adaptació)
- Golden Girl (1951) (guió)